# Station Grua
Station Grua is een station in Grua in de gemeente Lunner  in fylke Viken in Noorwegen. Het station aan Gjøvikbanen dateert uit 1901. Het is een ontwerp van Paul Armin Due. 